# Jennifer Baumgardner
Jennifer Baumgardner (Fargo, Dakota del Nord; 1970) és una escriptora, activista, productora de cinema i editora feminista dels Estats Units. Explora temes com l'avortament, el sexe, la bisexualitat i la violència masclista. Des del 2013 és directora de l'Editorial Feminist de la Universitat de Nova York (CUNY), fundada per Florence Howe el 1970.

## Carrera
Jennifer va assistir a la Universitat de Lawrence d'Appleton, Wisconsin, i n'obtingué la llicenciatura el 1992. Es traslladà a Nova York i el 1993 treballa per a la revista Ms. Al 1997 era l'editora més jove d'aquesta revista. El 1998 abandona Ms. i comença a escriure per a diversos mitjans impresos com The New York Times i NPR. Ha escrit per a Glamour, The Nation, Babble, More i Maxim. Alguns dels seus llibres són Manifesta: Young Women, Feminism and the Future, Grassroots: A Field Guide for Feminist Activism, escrit amb Amy Richards, i Look Both Ways: Bisexual Politics. El 2004 realitzà el documental Speak Out: I Had an Abortion, en què narra la història de l'avortament des del 1920 fins als nostres dies, amb històries de personalitats com la periodista Gloria Steinem i l'activista Florence Rice.